# 베체

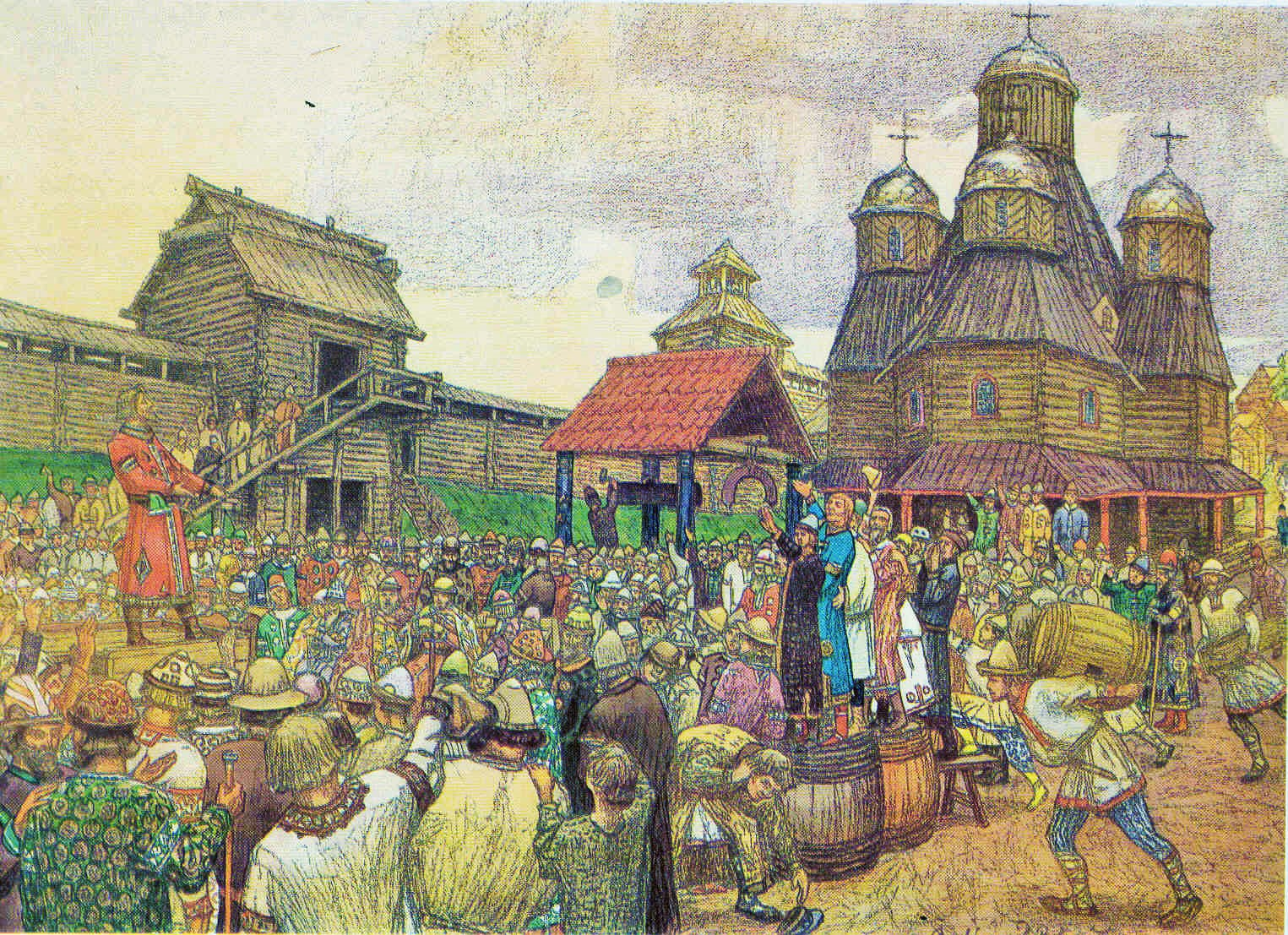
프스코프 공화국 시기의 베체 회의를 묘사한 그림

베체(교회 슬라브어: вѣштє)는 중세 슬라브족 국가들의 인민회 기구이다. 노브고로드와 프스코프에서 큰 명성을 얻었을 때의 베체는 노르드의 팅그 또는 스위스의 란츠게마인데와 대체로 비슷하다.

## 어원
이 단어는 '평의회', '변호사' 또는 '대화'를 의미하는 슬라브조어 * větje에서 유래하였는데, 이는 "소비에트"라는 단어로도 표기되며, 둘 다 궁극적으로 * větiti의 원시 슬라브어 어간에서 파생되었다.

## 루스
동슬라브의 베체는 동유럽의 부족 집회에서 시작되어 키예프 루스보다 먼저 나온 것으로 생각된다. 동유럽 연대기에서 베체에 대한 최초의 언급은 997년 빌호로드키이우스키, 1016년 노브고로드 공화국, 1068년 키예프, 1123년 프스코프의 사례를 참조한다. 집회는 전쟁과 평화 문제를 논의하고, 법을 채택하고, 통치자를 요구하고 추방하였다. 키예프에서는 스뱌토고소피아 대성당 앞에서 베체가 개최되었다.
우크라이나에서 마을 비체는 단순히 모든 사람들에게 중요한 이벤트를 알리고 가까운 장래에 대한 공동 계획을 세우기 위한 공동체 구성원들의 모임이었다.
마을 비체는 단순히 모든 사람들에게 중요한 이벤트를 알리고 가까운 장래에 대한 공동 계획을 세우기 위한 공동체 구성원들의 모임이었다.

### 노브고로드 공화국

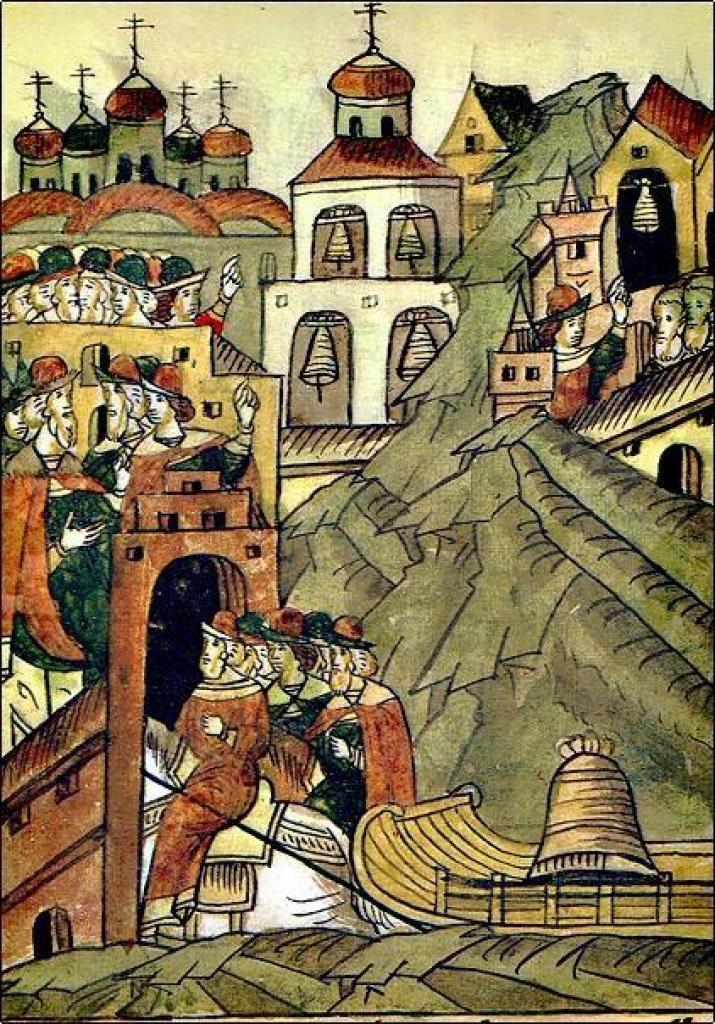
1478년 노브고로드에서 모스크바에 의해 베체 종이 제거되는 모습을 그린 16세기 그림.

노브고로드 베체는 이반 3세 대공이 노브고로드를 정복 한 후 1478년까지 노브고로드 공화국에서 가장 높은 입법부이자 사법 기관이었다.
전통적인 이론가들은 계속해서 1410년의 일련의 개혁이 베체를 베네치아의 공공 집회와 비슷한 것으로 변형되었다고 주장한다. 노브고로드의 베체는 의회의 평민원 또는 하원이 되었고, 상원과 같은 상원의회(sovet gospod)도 만들어졌으며, 모든 전시 행정관(posadniks 및 tysyatskys)의 직위회원이 되었다. 일부 문헌에서는 베체 회원이 상근직이 되었을 수 있으며 의회 의원은 이제 베치니크라고 불렀다고 나오지만, 최근의 일부 학자들은 이 해석에 의문을 제기한다.
노브고로드 집회는 아마도 일반적인 절차가 더 복잡할 가능성이 높지만 종을 울린 사람이라면 누구나 소집할 수 있었던 것으로 추정된다. 도시의 전체 인구(보야르, 상인, 장인, 농민)는 야로슬라프의 궁정이나 성스러운 지혜의 성당 (후자는 Vladychnoe veche) 앞에 모였다. 베체 종은 공화주의 주권과 독립의 상징이었으며, 이 때문에 이반 3세는 도시를 장악할 때 모스크바로 베체 종을 운반하여 이전 방식의 일이 끝났다는 것을 보여주었다.
노브고로드의 자치구 또는 "엔즈"에서 별도의 집회를 열 수 있었다.
노브고로드국의 다른 모든 도시 중에서 연대기는 토르조크의 베체만을 언급하지만 다른 모든 도시에도 존재했을 가능성이 있다.

### 프스코프 공화국
프스코프 공화국의 대주교는 입법권을 가지고 있었고, 군 지휘관을 임명하고 대사의 보고를 들을 수 있었다. 또한 왕자들에 대한 보조금과 벽, 탑, 다리 건설자들에 대한 지급과 같은 비용도 승인했다. 베체는 트리니티 대성당의 법정에 모였는데, 그곳에는 베체와 중요한 사적인 서류와 국가 문서들이 보관되어 있었다. 베체 집회에는 포사드니크(시장), "중도층", 그리고 평민들이 포함되었다. 역사가들은  베체가 엘리트들에 의해 지배된 정도에 대해 의견이 다른데, 일부는 진정한 권력이 보야르의 손에 있고 다른 사람들은 베체를 민주적 기관으로 간주한다고 말한다. 갈등은 흔했고 1483-1484년 베체와 포사드니크 사이의 대립은 포사드니크 한 명을 처형하고 모스크바로 도망친 다른 포사드니크 세 명의 재산을 몰수하는 결과를 낳았다.
베체는 1510 년까지 프스코프가 바실리 3세(1505-1533)에 의해 점령될 때까지 작동했다.

## 폴란드
폴란드에서 위체로 알려진 베체는 폴란드 왕국에서 폴란드 국가가 시작되기 전에도 소집되었다.  문제는 장로들과 지도자들에 의해 처음 논의되었고, 나중에 더 넓은 토론을 위해 모든 자유인에게 제시되었다.
위체의 주요 유형 중 하나는 새로운 통치자를 선택하기 위해 소집된 것이다. 피아스트 왕조의 전설적인 창시자인 휠라이트 피아스트의 9세기 선거와 그의 아들 시모비트의 유사한 선거에 대한 전설이 있지만(이것은 알팅에 의한 아이슬란드 통치자의 선거보다 한 세기 전에 폴란드 통치자의 선거를 배치한다), 그러나 그 당시의 자료는 후세기의 것이고 그 타당성은 학자들에 의해 논란이 되고 있다. 선거 특권은 대개 엘리트들에게만 제한되었고, 후대에는 가장 강력한 귀족들(재벌, 왕자)이나 관리들의 형태를 취했고, 지역 전통과 통치자의 힘에 크게 영향을 받았다. 12세기나 13세기까지, 위체 기관은 마찬가지로 고위 귀족들과 관리들로 참여를 제한했다. 1306년과 1310년에 열린 전국적인 위체 관리들의 모임은 폴란드 의회(일반적인 semjm)의 전조로 볼 수 있다.

## 초기 슬라브
가이사랴의 프로코피우스는 이미 6세기에 대중적인 집회에 모인 슬라브 사람들을 언급했다.
그러나 그 보고가 전국에 퍼졌을 때, 사실상 모든 안타에들이 모여서 그 상황을 논의했고, 그들은 그 문제를 공개할 것을 요구했다. 이 국가들, 즉 스클라베니와 안타에는 한 사람에 의해 통치되는 것이 아니라, 오래 전부터 민주주의 아래에서 살아왔고, 결과적으로 그들의 복지와 관련된 모든 것은 선하든 악하든 국민들에게 언급된다.

## 같이 보기
- 팅 (스칸디나비아 인민회)
- 폴란드의 세임, 리투아니아의 세이마스, 라트비아의 사에이마
- 라다 (나중에 인민회, 우크라이나 의회)
- 두마와 젬스키소보르(러시아 의회)

## 메모
1. ^ Max Vasmer의 어원 사전의 다음 항목에서 해당 단어의 슬라브어 어원과 해당 참조를 참조하라.
  - 특정 단어 вече / veche (in Russian) ,
  - 기본 루트 вѣт- (in Russian) ,

- * wAit- (-th-),

## 추가 자료
- Michael C. Paul, "The Iaroslavichi and the Novgorodian Veche: A Case Study on Princely Relations with the Veche," Russian History (2004).